# Christoph Krämer
Christoph Krämer (* 24. Februar 1948 in München; † 14. Februar 2010 in Hamburg) war freier Künstler und Typograph.

## Leben
Nach dem Abitur 1967 am Beethovengymnasium in Bonn absolvierte Christoph Krämer seinen Zivildienst als Pfleger in der Psychiatrie, dem OP der Augenklinik und der Neurochirurgie der Universitätskliniken Bonn. 1969–70 studierte er Malerei und Bildhauerei am Fine Art Department der Universität Newcastle upon Tyne in England. 1972–78 studierte er Freie Kunst an der Hochschule für Bildende Kunst Hamburg, besonders bei Kai Sudeck, und Typographie bei Richard von Sichowsky. Zusätzlich studierte Christoph Krämer 1976–80 Kunstgeschichte am Kunsthistorischen Institut der Universität Hamburg, vor allem bei Klaus Herding. Seit 1978 war er als freier Maler und Typograph in Hamburg und Cesio, Italien, tätig. Er war verheiratet mit Layla Dawson, die er 1967 in Bonn kennengelernt hatten. Sie heirateten 1999 in Bristol.

## Künstlerisches Werk
Seit 1976 Arbeiten zu „Über Gewalt - der Panagoulis Zyklus“, ausgestellt 1978 im Kunstverein Brühl.
Seit 1978 Arbeiten zu „Sex als Ansichtssache“. Ausgestellt in der Städtischen Galerie Herrenberg unter dem Titel „Über die Schwierigkeit Gewalt zu erkennen“ (1979), Schriftbild „Sex als Ansichtssache“ mit einem Text von Günter Amendt (1980).
Seit 1980 Arbeiten zu „Tänzer - Bilder“. Ausgestellt in der Studio Galerie Hamburg (1984) und im Kunstverein Brühl (1985), unter dem Titel „Der gegenwärtige Alltag ist nicht besonders aktuell“ in Paul Pozzoza Museum Düsseldorf (1986).
Schriftbild „Tänzer - Im Span“ mit einem Text von Sabine Rosenbladt (1984).
Beteiligung an „Schrecken + Hoffnung“, Kunsthalle Hamburg (1987), Leningrad, Moskau, München (1988).
1987 Reise nach Hong Kong und China. In der Folge: Arbeit „Überflieger - Bilder“, ausgestellt in der Studio-Galerie Hamburg unter dem Titel „Bilder aus der Zwischenzeit“ (1989) und in „Austausch + Eigenart“ Halle K3 Hamburg (1988).
1986 Bekanntschaft mit R.B. Kitaj. Der Herausgabe und Gestaltung seines Werks „Erstes Manifest des Diasporismus“ folgt die Ausstellung „Die Spur des Anderen“ (1988), fünf jüdische Künstler aus London – R.B. Kitaj, Frank Auerbach, Sandra Fisher, Leon Kossoff, Lucien Freud – mit fünf Künstlern aus Hamburg – Jürgen Bordanowicz, Christoph Krämer, Florian Köhler, Jürgen Hockauf, Gustav Kluge – im Dialog, Heine-Haus Hamburg.
Seit 1988 Arbeiten zu Auschwitz. Ausstellungen „Standort Auschwitz“ im Berliner Kunstverein Weissensee (1994), Städtische Galerie Schwerin (1995), Städtisches Museum Oldenburg (1998), Kunsthaus Hamburg (1998).
1993 „Pentiment“ Gastprofessor für Malerei, Fachhochschule für Gestaltung, Hamburg.
1994 Gastprofessor für Zeichnen, Fachhochschule für Gestaltung, Hamburg.
2007 Gründung des Mode-Labels „abteilung: k“ mit Tochter Laura Krämer (Dipl. Mode-Designerin). Es folgen zwei Ausstellungen.
2008 Ausstellung „Amazons in Fashion“, Kunsthaus Hamburg.
2010 Ausstellung „Amazons in Fashion“ 18. März bis 11. April, Museum für Angewandte Kunst, Frankfurt am Main.

## Typographische Arbeiten
Seit 1978 typographische und angewandte Arbeiten u. a. für den Arche Verlag, Fischer Verlag, Konkret Verlag, Luchterhand Literaturverlag, Rowohlt.
Entwicklung und Gestaltung der werkmonographischen Reihe „Kunststück“ (mit Klaus Herding und Max Bartholl), Fischer Taschenbuch Verlag. Seit 1984 erschienen über 100 Titel.
Kunst-Kataloge und Plakate für Kunsthaus und Deichtorhallen Hamburg und Phoenix Stiftung Harburg.
1990 Umschlagkonzeption mit eigenen Arbeiten für „Studio dtv“, Deutscher Taschenbuch Verlag.
Auszeichnung „Schönste Bücher“ 1984, 1986, 1987, 1991 und 2004.
2001 Gründung „b3k text und gestalt GbR“ Hamburg/Frankfurt am Main. Arbeiten für Rowohlt, Fischer, Arche, Hoffmann & Campe und weitere Verlage und Kultur-Institutionen. Andrea Schneider und Max Bartholl leiten „b3k text und gestalt“ weiter.